# Theater van Epidaurus

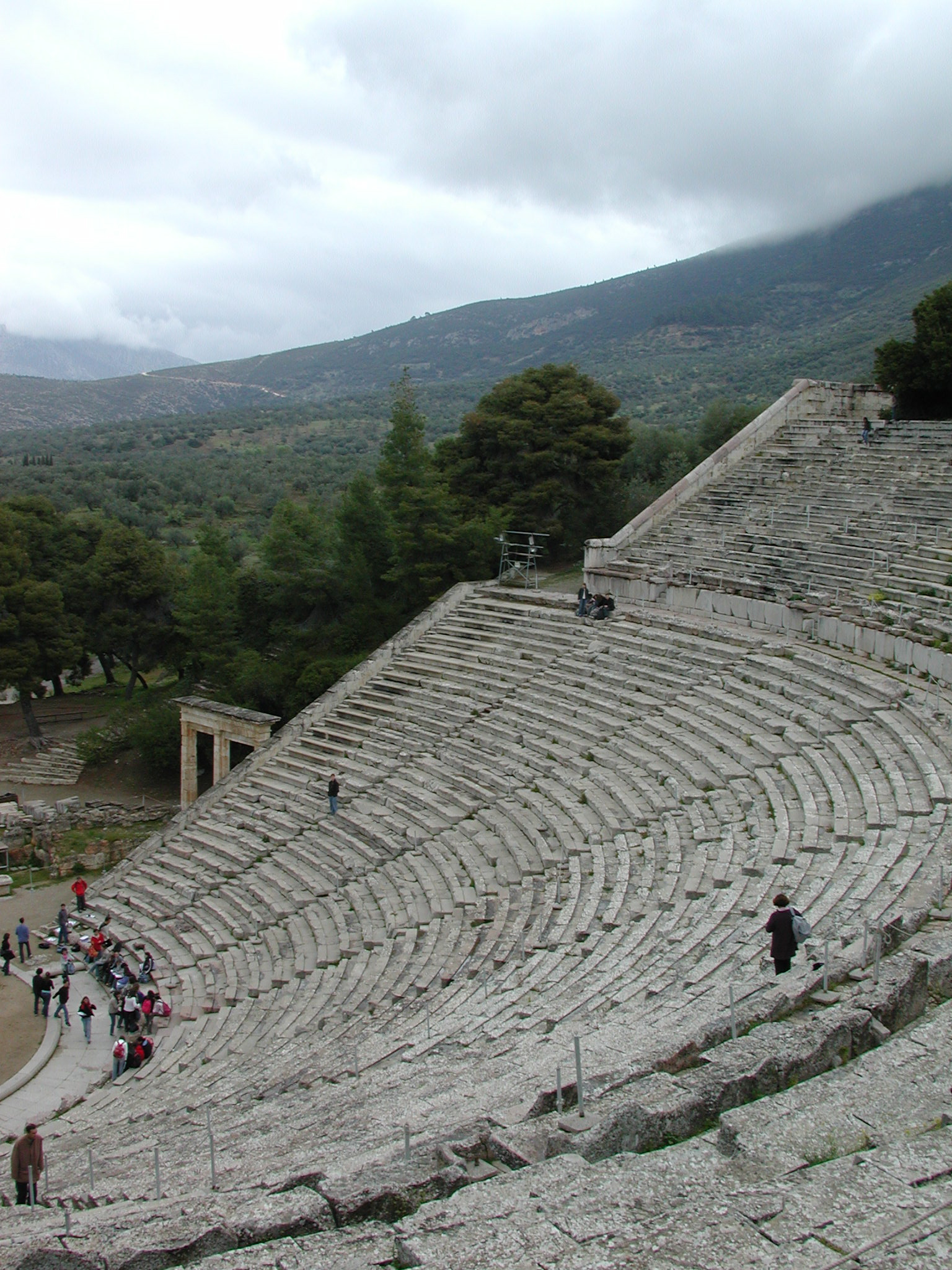
Het theater van Epidaurus

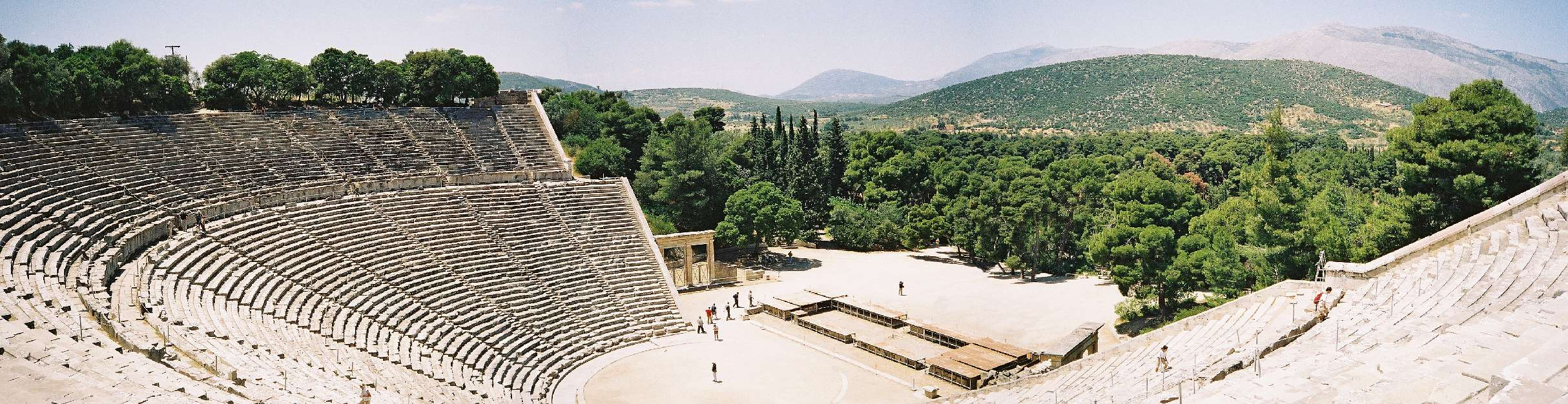
Panoramisch beeld van het theater van Epidaurus

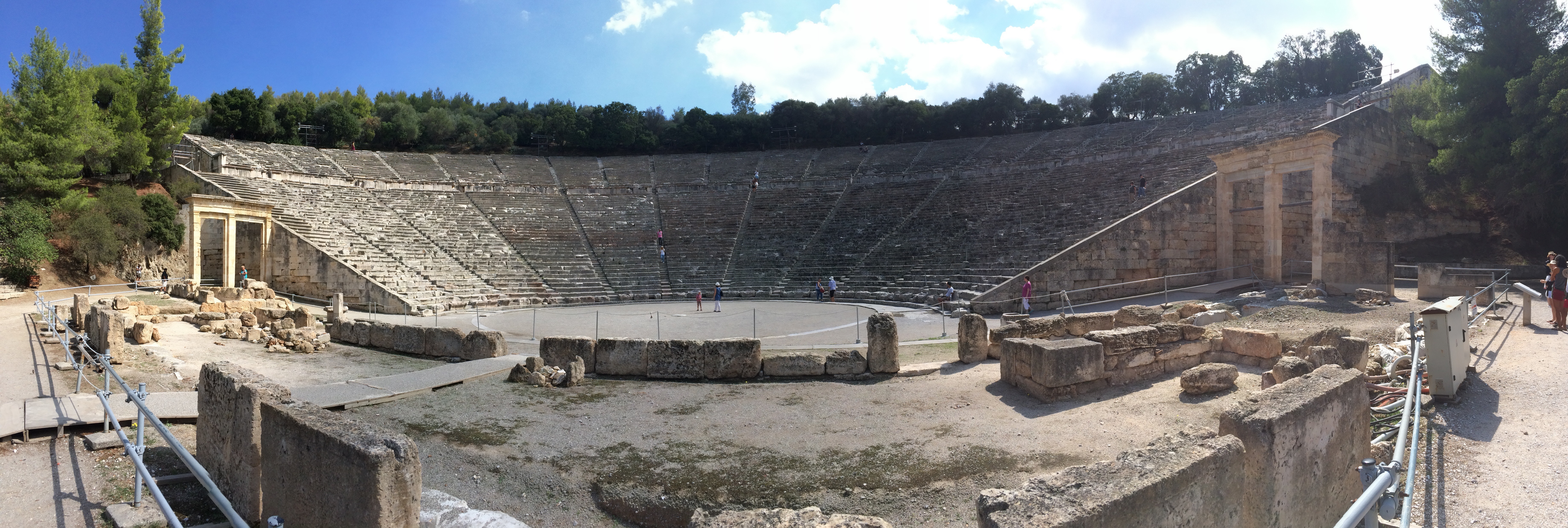
Panorama - Theater van Epidaurus

Het Theater van Epidaurus, het best bewaarde theater uit de Griekse oudheid, was verbonden aan de cultusplaats voor Asclepius, god van de geneeskunde, in het antieke Epidaurus.
Dit bijzonder goed bewaarde theater, dat als een reusachtige schelp tegen de flank van een heuvel ligt, werd in de 4e eeuw v.Chr. gebouwd door de architect Polycletus de Jongere uit Argos, volgens zuiver wiskundige principes. Het biedt plaats aan 14.000 toeschouwers, en de akoestiek is er ronduit fantastisch (dit wordt voortdurend gedemonstreerd door gidsen!). Er zijn 55 rijen zitplaatsen: 34 onder het middenpad (diazoma), verdeeld in 12 sectoren, en 21 erboven, verdeeld in 22 sectoren. Aan het verschil in vorm van de onderste en bovenste rijen is duidelijk te zien dat er twee bouwfasen zijn geweest. Er waren eerst 34 rijen zitplaatsen, een eeuw later is dit met 21 rijen uitgebreid. Let wel: 34/21 = 55/34 = 1,61… = het 'magische' getal φ (d.i. de Gulden snede, hetgeen de algemene indruk van harmonie verklaart). De westelijke zijdeur waardoor het koor opkwam is gemaakt uit brokstukken van de oude zijdeuren, de oostelijke is gemaakt uit nieuw materiaal. Van het oorspronkelijke kerngebouw is alleen een zaaltje met vier zuilen over.
De eregasten zaten op de roodgekleurde eerste rij: zij kregen een rugleuning en zitkussentjes. De vloer van de orchestra (toneelvloer) heeft een diameter van ruim 20 meter; van hieraf worden zelfs zwakke geluiden, zoals zuchten of fluisteren, ongestoord tot aan de hoogste zitplaatsen gedragen, bijna 23 meter hoger. Vanwege deze bijzondere akoestiek is het theater beroemd.
Dit best bewaarde theater uit de Griekse oudheid komt in de zomermaanden weer tot leven, omdat er dan, in het kader van het Festival van Epidaurus, elke vrijdag- en zaterdagavond antieke tragedies en komedies worden opgevoerd door Griekse en buitenlandse toneelgezelschappen. Het theater ligt enigszins verwijderd van het eigenlijke heiligdom, waarvan enkel vrij onoverzichtelijke ruïnes overblijven.
Het theater wordt doorgaans bewonderd vanwege zijn akoestische eigenschappen, die nagenoeg overal in het theater een vlekkeloze verstaanbaarheid toelaten, een theater dat tot 15 duizend luisteraars kan bevatten, dit zonder enige kunstmatige versterking van het geluid. Reisgidsen laten groepjes van mensen overal in het theater plaatsnemen, zodat ze getuige kunnen zijn van hoe bijvoorbeeld het aansteken van een lucifer duidelijk overal hoorbaar is. Een studie uit 2007 door Nico F. Declercq en Cindy Dekeyser van het Georgia Institute of Technology toonde duidelijk aan dat de akoestische eigenschappen van het theater het gevolg zijn van de specifieke constructie van zitrijen waardoor een natuurlijk versterkend effect optreedt voor frequenties die eigen zijn aan muziek en aan spraak, gepaard met een natuurlijk verzwakkend effect voor frequenties daarbuiten. Het theater vormt daarom een soort ‘bandpass-filter’.

## Livestreams
Na het succes in 2020 met livestreaming vanuit Epidaurus, met de voorstelling Perses van Aeschylus door het Griekse Nationale Theater  die werd bijgewoond door meer dan 100.000 toeschouwers van over de hele wereld, bood het Athene Epidaurus Festival in 2022 het publiek buiten Griekenland de mogelijkheid live te kijken naar een opvoering vanuit dit theater. In juli 2021 betrof het Kikkers van Aristophanes, geregisseerd door Argyros Chioti, met Engelse ondertiteling en steun van het Griekse Ministerie van Cultuur en Sport, In samenwerking met Google Griekenland. 